# Andrej Sulitka
Andrej Sulitka (* 18. listopadu 1945 Veľká Franková, okres Kežmarok) je etnolog , hudební folklorista a vysokoškolský pedagog slovenské národnosti.

## Studia
V letech 1959–1965 vystudoval konzervatoř v Košicích. V letech 1965–1970 pokračoval studiem etnografie a folkloristiky na filozofické fakultě Univerzity J. E. Purkyně (Masarykově univerzitě) v Brně. V rámci studia byl v letech 1967–1968 na studijním pobytu na Jagellonské univerzitě v Krakově. Roku 1971 v Brně obhájil dizertační práci s názvem „Výročné obyčeje a zvyky na severnom Spiši. Príspevok k otázke úlohy tradície v súčasnosti“ a získal doktorát (PhDr.) Roku 1978 v Národopisném ústavu Slovenské akademie věd v Brně ukončil vědeckou aspiranturu kandidátskou dizertační prací „Výročné zvykoslovie a ľudová pieseň. Príspevok k poznaniu interetnických súvislostí ľudovej kultúry na slovensko-poľskom pomedzí Spiša“ (titul CSc.).

## Praxe
- 1970 – 1976 Národopisný ústav SAV v Bratislavě,

- 1977 – 1979 Ústav pro etnografii a folkloristiku ČSAV v Praze,
- 1980 – 1990 Ústav pro etnografii a folkloristiku ČSAV v Brně (1988–1989 pracoviště Ústavu slavistiky),
- 1991 – 1992 Úřad vlády ČSFR, úředník odboru společensko-politických vztahů a humanitárních otázek,
- 1993 – 2008 Úřad vlády ČR, sekretariát Rady vlády pro národnostní menšiny,
- 2008 – odchod do důchodu,
- 2012 – Etnologický ústav AV ČR, vědecký pracovník na částečný úvazek v oddělení etnických studií

### Pedagogická činnost
- 2008–2014 Filozofická fakulta UJEP v Ústí nad Labem, odborný asistent na katedře politologie a filozofie.

### Vědecká činnost
Národnostní menšiny, národnostně menšinová politika v českých zemích, interetnické vztahy, oblast Těšínské Slezsko, česko-slovensko-polské vztahy v lidové kultuře;
Jako akademický pracovník se účastnil dvou výzkumných projektů: „Právní, historické a společenskovědní aspekty nových a tradičních menšin v České republice“ (hlavní řešitel Právnická fakulta UK) a projektu „Tíha a beztíže folkloru. Folklorní hnutí druhé poloviny 20. století v českých zemích“ (řešitele Etnologický ústav AV ČR).